# Tony Daly
Pour les articles homonymes, voir Daly.
Anthony John Daly, né le 7 mars 1966 à Sydney, est un ancien joueur de rugby à XV australien, qui jouait avec l'équipe d'Australie de 1989 à 1995 (41 sélections). Il jouait pilier (1,78  m, 102  kg). Il a remporté la Coupe du monde de rugby 1991. 

## Biographie
Daly a d'abord joué pour le club de Sydney de Eastern Suburbs avant d'être sélectionné pour l'équipe de sa province, les New South Wales Waratahs.
Il a effectué son premier test match en août 1989 contre l'équipe de Nouvelle-Zélande et son dernier test match en juin 1995 contre l'équipe de Roumanie.
Daly a remporté la coupe du monde 1991 (6 matchs joués). Lors de la finale gagnée face à l'Angleterre, il s'illustre en inscrivant le seul essai du match. Ce fait de jeu permet à Tony Daly de devenir le premier joueur australien à marquer un essai en finale de coupe du monde. Il a disputé aussi les coupes du monde de 1995 (2 matchs).

## Palmarès
- Vainqueur de la coupe du monde 1991
- Nombre de matchs avec l'Australie : 41

3 en 1989, 7 en 1990, 9 en 1991, 6 en 1992, 8 en 1993, 6 en 1994, 2 en 1995

## Clubs
Il a terminé sa carrière dans le club des Golden Gate de San Francisco.